# Смалько, Андрей Алексеевич
Андре́й Алексе́евич Смалько (укр. Андрій Олексійович Смалько; род. 22 января 1981, Чернобыль, Киевская область) — украинский футболист, защитник.

## Биография
Воспитанник ДЮСШ Счастливое, Киевская область. Первый тренер — В. А. Вареница. Выступал за «Борисфен», «Черноморец» Одесса, «Таврия», «Заря» Луганск, «Харьков», «Сталь» Алчевск. В 2009 году перешёл в клуб «Александрия».
Серебряный призёр чемпионата Европы в составе сборной Украины до 19 лет в 2000 году